# CCMP
CCMP(Counter Mode CBC-MAC Protocol) 또는 CCM 모드 프로토콜(CCM mode Protocol, CCMP)은 원래 IEEE 802.11 표준의 IEEE 802.11i 개정판 표준을 구현하는 무선랜 제품을 위해 설계된 인증된 암호 방식 프로토콜이다. CCMP는 데이터 기밀성, 무결성 및 인증을 위해 설계된 데이터 암호화 캡슐화 메커니즘이다. 이것은 고급 암호화 표준 (AES) 표준의 CBC-MAC를 이용한 카운터 모드 (CCM 모드)를 기반으로 한다. 이것은 오래되고 안전하지 않은 프로토콜인 유선 동등 프라이버시 (WEP)가 제시한 취약점을 해결하기 위해 만들어졌다.

## 기술적인 세부 사항
CCMP는 데이터 기밀성을 위한 CTR 모드와 인증 및 무결성을 위한 블록 암호화 메시지 인증 코드 (CBC-MAC)를 결합한 CCM을 사용한다. CCM은 MPDU 데이터 필드와 IEEE 802.11 MPDU 헤더의 일부 선택된 부분의 무결성을 보호한다. CCMP는 AES 처리를 기반으로 하며 128비트 키와 128비트 블록 크기를 사용한다. CCMP는 다음 두 가지 매개변수와 함께 CCM을 사용한다:
- M = 8; MIC가 8개의 옥텟 (8바이트)임을 나타낸다.
- L = 2; 길이 필드가 2개의 옥텟임을 나타낸다.

CCMP MAC 프로토콜 데이터 유닛 (MPDU)은 다섯 가지 섹션으로 구성된다. 첫 번째는 데이터 패킷의 목적지 및 소스 주소를 포함하는 MAC 헤더이다. 두 번째는 8옥텟으로 구성되며 패킷 번호 (PN), Ext IV 및 키 ID로 구성된 CCMP 헤더이다. 패킷 번호는 6옥텟에 걸쳐 저장된 48비트 숫자이다. PN 코드는 CCMP 헤더의 처음 두 옥텟과 마지막 네 옥텟이며, 각 후속 패킷에 대해 증가한다. PN 코드 사이에는 예약된 옥텟과 키 ID 옥텟이 있다. 키 ID 옥텟에는 Ext IV (비트 5), 키 ID (비트 6-7), 예약된 서브필드 (비트 0-4)가 포함된다. CCMP는 이러한 값을 사용하여 데이터 유닛과 MIC를 암호화한다. 세 번째 섹션은 패킷으로 전송되는 데이터인 데이터 유닛이다. 네 번째는 패킷의 무결성 및 인증을 보호하는 메시지 무결성 코드 (MIC)이다. 마지막으로 다섯 번째는 오류 감지 및 수정을 위해 사용되는 프레임 검사 시퀀스 (FCS)이다. 이 섹션 중에서 데이터 유닛과 MIC만 암호화된다.

## 보안
CCMP는 와이파이 보호 접속 II (WPA2) 표준과 함께 사용하기 위한 표준 암호화 프로토콜이며, 유선 동등 프라이버시 (WEP) 프로토콜 및 와이파이 보호 접속 (WPA)의 임시 키 무결성 프로토콜 (TKIP)보다 훨씬 안전하다. CCMP는 다음과 같은 보안 서비스를 제공한다:
- 데이터 기밀성; 승인된 당사자만 정보에 접근할 수 있도록 보장
- 인증; 사용자의 진정성 증명 제공
- 레이어 관리와 연계된 접근 제어

CCMP는 128비트 키를 사용하는 블록 암호 모드이므로 264 단계의 공격에 안전하다. 일반적인 중간자 공격이 존재하며, 이는 키의 이론적 강도를 2n/2 (여기서 n은 키의 비트 수) 필요한 연산으로 제한하는 데 사용될 수 있다.